# Mohamed Konaté (calciatore 1992)
Mohamed Konaté (Bamako, 20 ottobre 1992) è un calciatore maliano, difensore dell'Al-Wefaq.

## Carriera

### Nazionale
Ha esordito in nazionale nel 2009.